# Řetízková příze
Řetízková příze (angl.: chainette yarn) je efektní příze zhotovená ve tvaru pásku nebo hadičky ze zátažné pleteniny.
Pletenina se vyrábí na miniaturních okrouhlých strojích se 6 až 20 jehlami na věnci pracovního válečku. Plete se většinou ze směsí různých materiálů často barvených na způsob space dyeing nebo pokovovaných. Pásky a hadičky mívají šířku (nebo průměr) cca do 3 mm.
Řetízkové příze se používají na ruční i strojní pletení, vyšívání, háčkování a splétání.